# Dinosaur Planet
Dinosaur Planet is een vierdelige Amerikaanse natuurdocumentaire, die voor de eerste maal werd uitgezonden op Discovery Channel in 2003.

## Afleveringen

### White Tip's Journey
Een vrouwelijke velociraptor, genaamd White Tip, loopt alleen in de woestijn nadat haar familie gedood is door een andere troep, waardoor ze op zoek is naar een nieuwe. Ze probeert te jagen op Prenocephale, maar faalt omdat ze niet efficiënt kan jagen zonder een troep. Ze begint dus op kleinere prooien te jagen, zoals hagedissen.
Tijdens een van haar jachten ontdekt White Tip een protoceratops-nest, maar wordt weggejaagd door een oud mannetje. Hij drijft haar het territorium van een ander mannetje binnen en wordt door hem gedood. White Tip eet een deel van het karkas, maar de geur van het bloed trekt een kleine troep van andere velociraptors aan. Ze realiseert zich dat de troep sterk is en probeert een lid van hen te worden. De leider van de troep is een alfamannetje genaamd Broken Hand, die zich agressief gedraagt tegenover haar. Het andere mannetje in de troep, Blue Brow, komt tussen beide en laat White Tip in de troep.
Een paar maanden later legt White Tip haar eieren. Aangezien er overal roofdieren zijn, moet ze bij haar eieren blijven, terwijl de rest van de troep gaat jagen. De anderen jagen een shuvuuia, maar een oviraptor vangt het eerst. Aangezien de troep niets gevangen geeft, wordt White Tip hongerig. Ze probeert een Deltatheridium te jagen, maar wordt onderbroken door Broken Hand, die twee van haar vijf eieren opeet. Ze slaagt erin hem weg te jagen.
Kort daarna, komen haar jongen uit hun ei en kan White Tip met de anderen gaan jagen. Ditmaal doen ze een succesvolle aanval op een oviraptor-nest. De volgende nacht, begint een hevige regen. Na de regen, gaat de troep op jacht op protoceratops. White Tip valt een van hen aan, maar wordt op de grond geworpen. Bluebrow vecht terug door zijn klauw in de zij van de protoceratops te slaan, terwijl die in zijn arm bijt. Nadat Bluebrow zich kan vrijvechten, begraaft een aardverschuiving hem en de protoceratops. White Tip keert terug naar haar jongen en voed ze op als nieuwe toevoegingen aan de troep. Later worden Blue Brow en de protoceratops het  velociraptor vs. protoceratops-fossiel.

### Pod's Travels
De aflevering begint in een woud in Roemenië, waar meerdere dieren hun vredevolle levens in harmonie leven.
Een van hen is Pod, een mannelijke Pyroraptor, en zijn zussen. De verteller legt uit dat zijn soort vertrouwt op hun hersenkracht om te overleven.
Terwijl Pods groep door het dichte woud gaat, weg van een luide groep van Ampelosaurus, vindt Pod het karkas van een kleine Rhabdodon. Terwijl hij eet, nadert een paar carnivore Tarascosaurus, aangetrokken door de geur van het bloed. Pod en zijn zussen bereiden zich voor om hun maal te verdedigen, totdat een aardbeving ervoor zorgt dat ze uit het woud naar de kust vluchten. De aardbeving veroorzaakt een tsunami en Pod en zijn zussen worden weggespoeld. Pod en een van zijn zussen overleven door zich vast te houden aan een boomstam. De volgende dag wordt zijn zus echter opgegeten door een Elasmosaurus.